# El pan nuestro de cada día
Our Daily Bread es un largometraje estadounidense estrenado en 1934. Fue dirigido por King Vidor y protagonizado por Karen Morley, Tom Keene, y John Qualen.
En 2015, la Biblioteca del Congreso de Estados Unidos seleccionó la película para su preservación en el National Film Registry, encontrándola "culturalmente, históricamente, o estéticamente significativa".

## Trama
Una pareja, sin suerte durante la Gran Depresión, se muda a una granja para intentar vivir de la tierra. Al principio no tienen idea de qué hacer, pero pronto encuentran a otras personas oprimidas para ayudarlos. Pronto tienen un colectivo de personas, algunas de la gran ciudad, que trabajan juntas en una granja. Una sequía severa está acabando con los cultivos y la gente se pone de acuerdo para cavar una zanja a mano, de casi dos millas de largo, para desviar el agua de un arroyo para regar los cultivos.

## Reparto

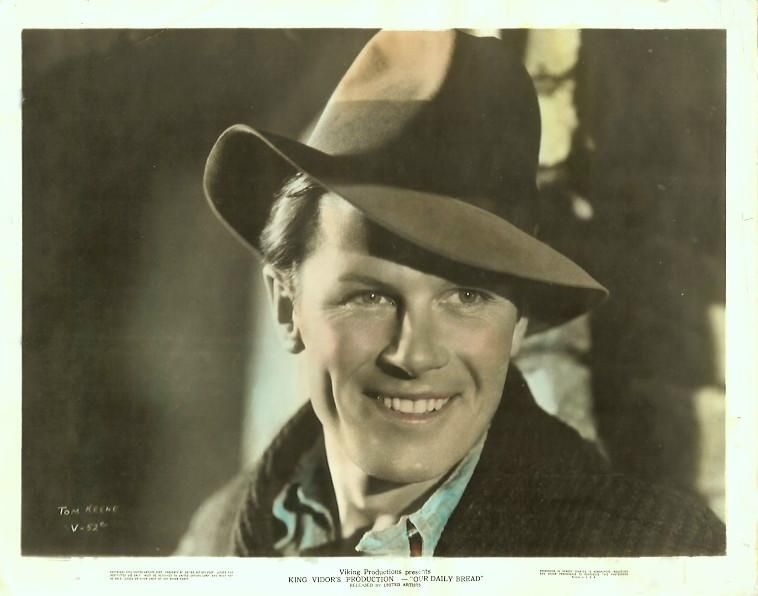
Tom Keene en el cartel publicitario del filme

| - Karen Morley - Mary Sims - Tom Keene - John Sims - Barbara Pepper - Sally - Addison Richards - Louie Fuente - John Qualen - Chris Larsen - Lloyd Ingraham - Tio Anthony - Sidney Bracey - Casero - Henry Hall - Frank - Nellie V. Nichols - Mrs. Cohen - Frank Minor - Plumber - Bud Rae - Stonemason - Harry Brown - Niño |